# 박규연
박규연(1995년 1월 10일 ~ )은 대한민국의 뮤지컬 배우다.

## 방송
- 쇼퀸 (2023) - Top7(6위)

## 공연
- 드라큘라 (2016)
- 몬테크리스토 (2016)
- 브로드웨이 42번가 (2017)
- 창작과학 뮤지컬 '하늘을 난 라이트 형제' (2019)
- 스위니토드 (2019)
- 베어 더 뮤지컬 (2020)
- 위키드 - 서울 (2021)
- 지킬앤하이드 (2021)
- 니진스키 (2022)